# Запічний Максим Юрійович
Макси́м Ю́рійович Запі́чний (5 жовтня 1984 — 30 вересня 2022) — військовик, позивний «Шерлок», учасник російсько-української війни.

## З життєпису
Народився 5 жовтня 1984 року в сім'ї військовослужбовця та вчителя молодших класів у місті Полтава. У дошкільному віці жив у Німеччині, де служив батько, згодом родина переїхала у місто Сєвєродонецьк Донецької області.
Освіта
З 1998 по 2002 роки навчався в Полтавській ЗОШ № 28.
У 2008 році закінчив Полтавський НТУ ім. Ю. Кондратюка, спеціальність — інженер-будівельник.
Трудова діяльність
2008 — ТОВ «Кемпінг», Київ.
2008 працював на Полтавському турбомеханічному заводі.
2011—2011 працював на ПАТ Полтаваобленерго.
2014 — компанія «ТермаСтіл».
Війна на сході України
Максим Запічний у червні 2014 року уклав контракт на проходження військової служби для участі у Війні на сході України. Відслужив 10 місяців, з них три — на фронті, на посаді сапера у складі 91 ОПОЗ.
«Шерлок» дав інтерв'ю «Суспільному» у 2019 році (Майже рік захищав Україну полтавець Максим Запічний)
«Я служив у 91-му полку, який базується в Охтирці. Це інженерно-саперний полк. Був сапером. Нашим завданням не було стояти на певних постах і утримувати позиції. Ми їздили цими блокпостами і або щось ставили, або щось знімали».
Максим добровольцем пішов захищати Донецький аеропорт 30 грудня 2014 року.
«Ти можеш не бачити ворога, але він все одно був там. І якщо хтось стріляв чергою з автомата, то прошивав ці стіни наскрізь. Це була повна темрява. Ми завчали кількість кроків та напрямки. Три кроки вперед, два вправо, здається, п'ять кроків уперед, знову ліворуч, до 63 кроків уперед і потім праворуч», — говорив Запічний.
В аеропорту він пробув 17 днів, а в день ротації зазнав поранення.
«Мені дали завдання встановити фугас, щоб обвалити сходову клітку і не дозволити сепаратистам спуститися з 3-го поверху. Коли я це робив, у коридор вискочив сепар і дав чергу мені в спину. На той момент я був 10-м пораненим за день. Нас вивозили по злітній смузі. Незабутня подорож, коли по броні стукають кулі. Я цього ніколи не забуду. Це не схожий ні на що досвід», — згадував захисник.
Вже після поранення «Шерлок» виконував бойові завдання в Авдіївці, Мар'їнці та інших містах Донбасу. Полтавська волонтерка Ірина Каптур згадує, що у 2015 році при прориві в Мар'їнці «Шерлок» врятував чимало своїх побратимів.
Максим Запічний був на передовій до кінця серпня 2015 року, потім знову працював інженером, але через повномасштабний наступ Росії знову вирушив на фронт.
30 вересня 2022 загинув, потрапивши до мінної пастки поблизу села Тернова Харківської області.
Переконання
"У свій час я в армії не служив та й у мирний час не планував служити. Але коли до нас прийшла війна, в мене таке переконання: «Може країна в нас і „не дуже“, але Батьківщина мені подобається, тобто я вирішив, що це мій обов'язок — підписати контракт.» (Полтавець Максим Запічний 17 днів захищав ДАП)

## Нагороди
- Медаль «Захиснику Вітчизни» від 20 серпня 2015 року
- Нагрудний знак «За оборону Донецького аеропорту» від 2015 року
- Медаль «Честь. Слава. Держава» від 2022 року, м. Київ
- Медаль «За оборону Харкова» від 2022 року, м. Харків
- Відзнака «Командира 130 обТрО» від 22 серпня 2022 року, м. Київ
- Орден «За мужність» ІІІ ступеня від 06 вересня 2022 року
- Орден «За мужність» ІІ ступеня від 23 лютого 2023 року